# PZL W-3
Ne doit pas être confondu avec le Mráz M.1 Sokol, un avion à hélice fabriqué en Tchécoslovaquie
Le PZL W-3 Sokół est un hélicoptère bimoteur, polyvalent et de taille moyenne fabriqué en Pologne par PZL-Świdnik.

## Développement
Le W-3 Sokół (faucon, en polonais) est le premier hélicoptère à être entièrement conçu et construit en série en Pologne, et est le produit le plus prometteur de PZL-Świdnik.
Les travaux sur le projet ont débuté chez WSK PZL-Świdnik en 1973 par l'équipe de Stanislaw Kamiński. Le Sokół a fait son premier vol le 16 novembre 1979, et a depuis été certifié en Pologne, en Russie, en Allemagne et aux États-Unis. À la suite d'un programme de développement assez long, la lente production du Sokół commença en 1985. Les premières ventes de l'appareil se firent en Pologne et dans le bloc de l'Est, avant la chute du communisme - qui permit plus tard à PZL d'élargir ses ventes. En effet, PZL-Świdnik améliora le Sokół initial (W-3) en W-3A, pour tenter d'obtenir les certifications des pays de l'Ouest. Le certificat américain FAR 29 a été obtenu en mai 1993, alors que le certificat allemand fut accordé en décembre de la même année.
Le Sokół est de conception classique, avec deux turbomoteurs PZL-10W, qui sont dérivés des PZL-10S - des turbomoteurs TVD-10B russes construits sous licence, qui propulsent les An-28 polonais. Des matériaux composites sont utilisés dans les 3 pales du rotor anticouple et dans les 4 pales du rotor principal.
Le Sokół est proposé dans un certain nombre de variantes et est capable de réaliser une vaste gamme de missions, comprenant le transport de passagers, de VIP, de fret, mais peut aussi servir d'ambulance aérienne, accomplir des évacuations sanitaires, des missions de recherche et de sauvetage et de lutte contre l'incendie.

## Carrière opérationnelle
Depuis 2003, 4 W-3WA sont utilisés par le groupe d'attaque aérienne indépendant des forces armées polonaises en Irak. L'un d'entre eux (numéro de série 360902) s'est écrasé dans un accident près de Kerbala le 15 décembre 2004. 3 passagers ont péri, les 3 autres ont été blessés. 

## Variantes

### Versions civiles
- W-3 Sokół : version civile multirôle basique.
- W-3A Sokół : version avec certification FAR 29.
- W-3AS Sokół : cellule du W-3 reconvertie en W-3A standard.
- W-3A2 Sokół : version avec pilote automatique Smith SN 350 à deux axes.
- W-3AM Sokół : version civile avec flotteurs.

### Versions militaires
- W-3T Sokół : version de transport (non armée) de base, utilisée par les armées de l'Air polonaise, tchèque et birmane
- W-3P Sokół : version militaire de transport de passagers utilisée par la marine polonaise.
- W-3S Sokół : version de transport de VIP utilisée par l'armée de l'air polonaise.
- W-3W Sokół : version armée de deux canons GSz-23Ł de calibre 23 mm et 4 pylônes d'emport d'armement, utilisée par l'armée de terre polonaise.
- W-3WA Sokół : comme le W-3W, mais fondée sur la nouvelle cellule du W-3A. Il est utilisé par l'armée de terre polonaise.
- W-3R Sokół : version d'évacuation sanitaire, utilisée par les armées de l'Air tchèque et polonaise.
- W-3RL Sokół : version de recherche et de sauvetage utilisée par l'armée de l'Air polonaise.
- W-3RM Anakonda : version de recherche et de sauvetage navalisée, utilisée par la marine polonaise.
- W-3WARM Anakonda : comme le W-3RM, mais fondée sur la nouvelle cellule du W-3A. Il est utilisé par la marine polonaise.
- W-3PSOT/W-3PPD Gipsówka : le W-3PPD était un centre de commandement volant (PPD pour « Powietrzny Punkt Dowodzenia », qui signifie « Centre de commandement aéroporté »). En 2006, cette variante reçut un nouveau système d'observation du champ de bataille numérique (après que l'hélicoptère a été modernisé et qu'il soit en mesure de guider l'artillerie grâce au système de contrôle de feu Topaz) qui fut adopté par l'aviation de l'armée de Terre polonaise sous le nom de W-3PSOT (PSOT pour « Powietrzne Stanowisko Obserwacji Terenu » - « Poste d'observation aéroporté »). Cette variante est équipée de pylônes pour les armes (tout le comme le W-3W) mais n'a pas de canon fixe de calibre 23 mm. Il est utilisé par l'armée de Terre polonaise.
- W-3RR Procjon : version de reconnaissance radioélectronique (RR pour « Rozpoznanie Radioelektroniczne » - « Reconnaissance radioélectronique »). Utilisé par l'armée de terre polonaise.

### Prototypes et propositions
Des prototypes qui ont été proposés aux Forces armées mais qui n'ont pas été retenus.
- W-3B Jastrzab : projet de version armée avec des roquettes guidées AT. Il n'a jamais été construit et n'a jamais été utilisé.
- W-3K Huzar : un autre projet de version armée de roquettes guidées AT. Modification par la société Kentron testée en Afrique du Sud.
- W-3L Sokół Long : projet de version de transport allongée pouvant accueillir 14 passagers, maquette uniquement.
- W-3MS Sokół : projet de version « gunship » proposé.
- W-3U Salamandra : version armée, avec l'avionique et l'armement du Mi-24W. Seulement un seul construit, plus tard reconverti en version de transport, et revendu à la Birmanie.
- W-3U-1 Aligator : Projet de version anti-sous-marine.
- W-3WB Huzar : Projet de version armée de roquettes guidées AT. Il n'a été ni construit, ni utilisé par l'armée polonaise.
- W-3WS Sokół : Projet de version « gunship ».

## Programme de remise à niveau Głuszec
Głuszec (Grand Tétras en polonais) est un programme de remise à niveau du PZL W-3 qui consiste à ramener l'appareil aux standards du XXIe siècle. Le premier prototype (no 360901) pourrait être livré à l'aviation de l'armée de Terre polonaise fin 2009.
- W-3PL Sokół : Nouvelle version de transport armée/soutien au combat, pour l'unité de Cavalerie de l'air. L'armée polonaise a commandé 22 de ces hélicoptères, sous la forme des mises à jour de W-3W et de W-3WA déjà existants.
- W-3CSAR Sokół : Nouvelle version de transport spécial/recherche et sauvetage, équipée d'un système d'observation avancé et de systèmes de survie améliorés. L'armée polonaise dispose de 4 de ces hélicoptères pour exécuter les missions de SAR et les opérations spéciales.

## Utilisateurs

### Utilisateurs militaires
- Algérie : armée de l'air algérienne[1]
- République tchèque : L'armée de l'air tchèque a reçu 11 W-3A en échange de 10 MiG 29.
- Irak : L'armée de l'air irakienne a reçu 2 W-3A (no 370912 et 370914) en 2006, mais le contrat fut annulé, et les 2 hélicoptères sont retournés à PZL-Świdnik.
- Birmanie : L'armée de l'air birmane en a reçu 13, dont 12 W-3 et 1 W-3T.
- Philippines : La force aérienne philippine : 8 en 2012, 3 perdus dans des accidents en date de 2021.
- Pologne : L'armée de l'air polonaise : 18
  - L'aviation de l'armée de terre polonaise : 37
  - La marine polonaise : 9
  - Le GROM : 1

### Forces de l'ordre
- Allemagne : La police de Saxe a acheté deux W-3A (no 370503 et 370708).
- Pologne : Les garde-côtes et la Policja en utilisent.
- Ras el-Khaïmah : La police utilise seulement un W-3A (no 370515).
- Corée du Sud : Les pompiers de Daegu en utilisent également un (no 370802), et les pompiers de Choong Nam utilisent un W-3AM (no 370814).